# Itoplectis melanocephala
Itoplectis melanocephala là một loài tò vò trong họ Ichneumonidae.